# Björkelången
Björkelången är en sjö i Eda kommun i Värmland och ingår i Göta älvs huvudavrinningsområde. Sjön är 8 meter djup, har en yta på 2,16 kvadratkilometer och är belägen 116,5 meter över havet. Sjön avvattnas av vattendraget Byälven (Kölaälven).

## Delavrinningsområde
Björkelången ingår i det delavrinningsområde (663559-128743) som SMHI kallar för Utloppet av Björkelången. Medelhöjden är 196 meter över havet och ytan är 23,39 kvadratkilometer. Räknas de 13 avrinningsområdena uppströms in blir den ackumulerade arean 598,77 kvadratkilometer. Byälven (Kölaälven) som avvattnar avrinningsområdet har biflödesordning 2, vilket innebär att vattnet flödar genom totalt 2 vattendrag innan det når havet efter 334 kilometer. Avrinningsområdet består mestadels av skog (68 procent). Avrinningsområdet har 2,61 kvadratkilometer vattenytor vilket ger det en sjöprocent på 11,2 procent.